# Saison 2017 de l'équipe cycliste Gazprom-RusVelo
La saison 2017 de l'équipe cycliste Gazprom-RusVelo est la sixième de cette équipe.

## Préparation de la saison 2017

### Sponsors et financement de l'équipe

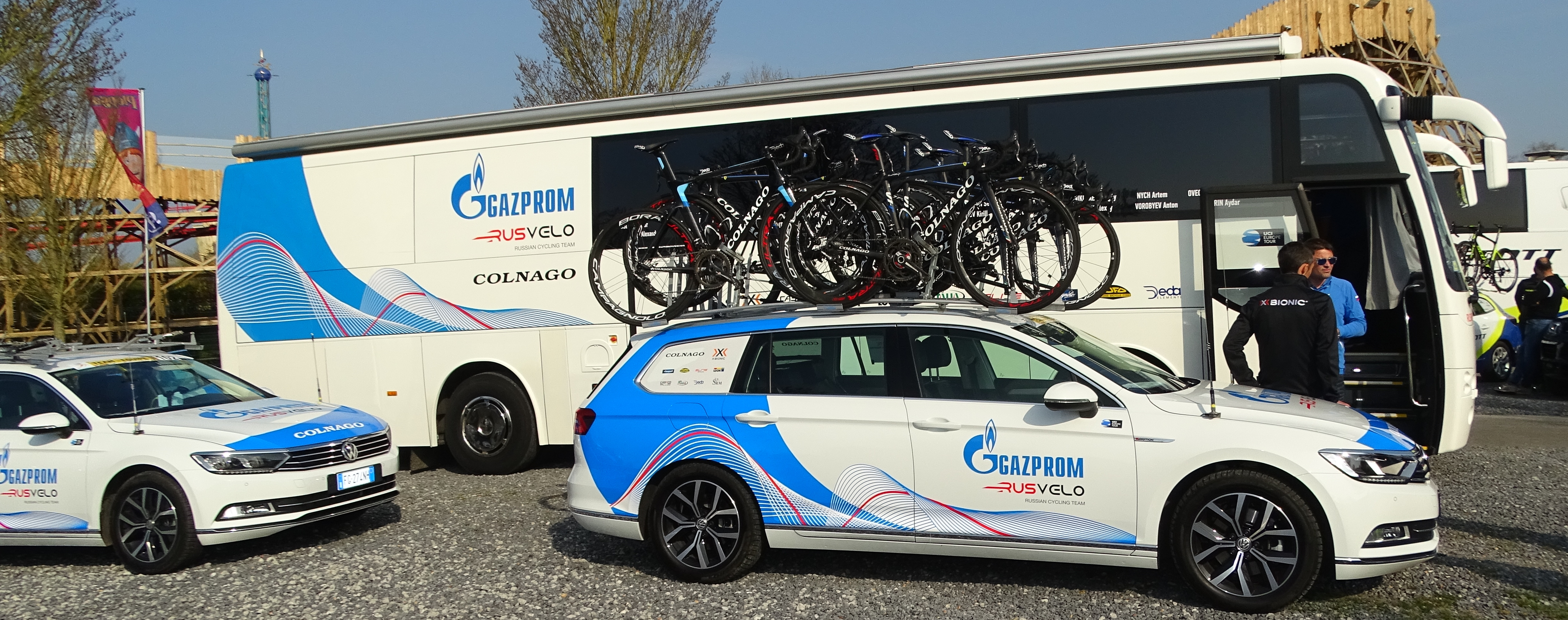
Véhicules de l'équipe lors des Trois Jours de La Panne.
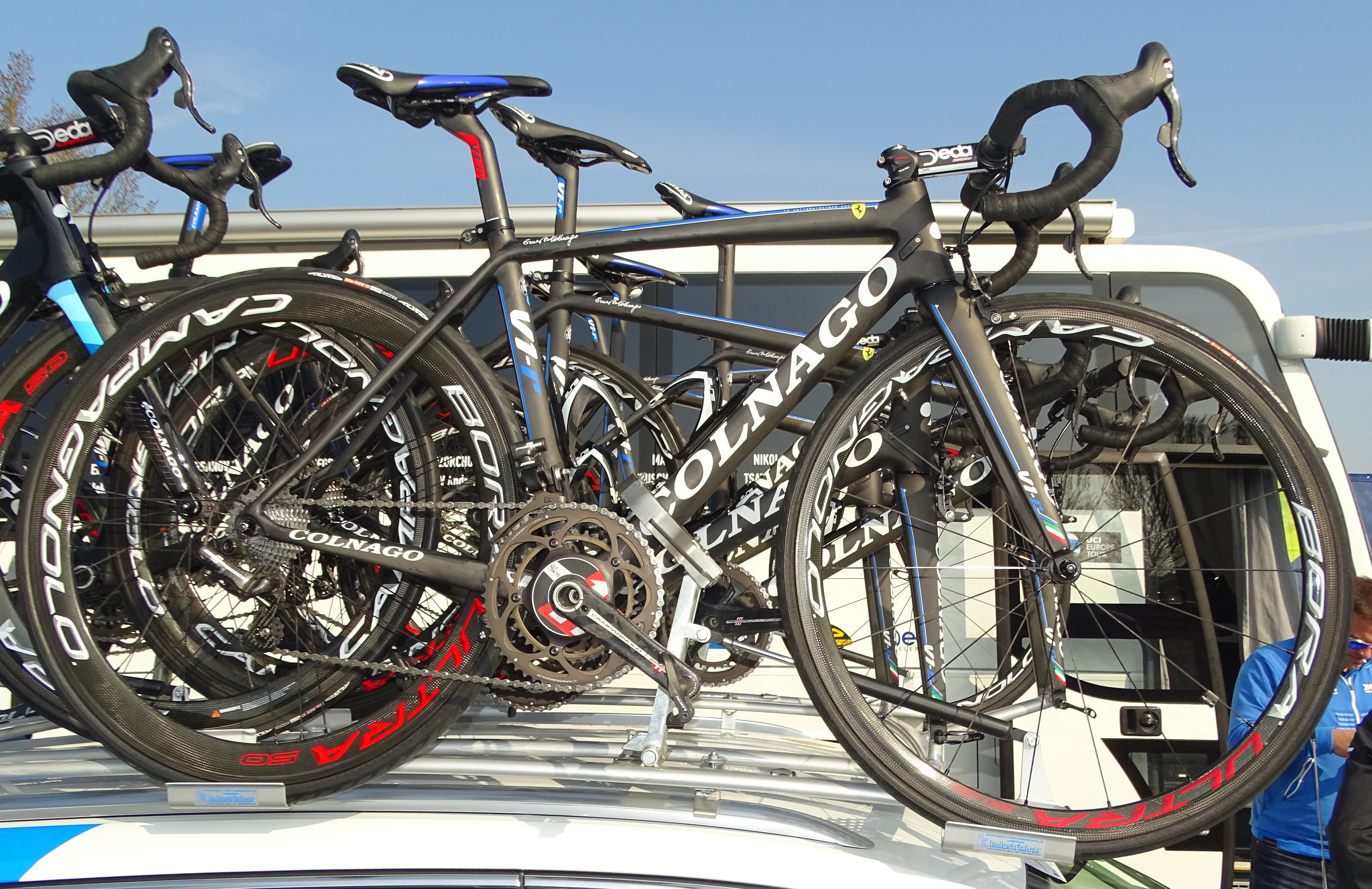
Vélos de l'équipe lors des Trois Jours de La Panne.

### Arrivées et départs
| Arrivées          | Équipe 2016 |
| ----------------- | ----------- |
| Pavel Brutt       | Tinkoff     |
| Dmitry Kozontchuk | Katusha     |
| Sergueï Lagoutine | Katusha     |
| Alexander Porsev  | Katusha     |
| Ivan Rovny        | Tinkoff     |
| Nikolay Trusov    | Tinkoff     |
| Alexey Tsatevitch | Katusha     |
| Anton Vorobyev    | Katusha     |

| Départs              | Équipe 2017                       |
| -------------------- | --------------------------------- |
| Alexander Evtushenko |                                   |
| Alexandr Kolobnev    |                                   |
| Alexey Kurbatov      |                                   |
| Roman Kustadinchev   |                                   |
| Viktor Manakov       |                                   |
| Alexander Serov      | directeur sportif Gazprom-RusVelo |
| Mamyr Stash          |                                   |

## Déroulement de la saison
Gazprom-RusVelo commence sa saison en Australie, avec la Cadel Evans Great Ocean Road Race, qui fait son entrée au World Tour. Elle y aligne  Pavel Brutt, Artur Ershov, Sergey Nikolaev, Ivan Savitskiy, Kirill Sveshnikov, Nikolay Trusov et Alexey Tsatevitch.

## Coureurs et encadrement technique

### Effectif
| Cycliste            | Date de naissance | Nationalité | Équipe 2016     |  |
| ------------------- | ----------------- | ----------- | --------------- |  |
| Ildar Arslanov      | 6 avril 1994      | Russie      | Gazprom-RusVelo |  |
| Igor Boev           | 22 novembre 1989  | Russie      | Gazprom-RusVelo |  |
| Pavel Brutt         | 29 janvier 1982   | Russie      | Tinkoff         |  |
| Artur Ershov        | 7 mars 1990       | Russie      | Gazprom-RusVelo |  |
| Sergey Firsanov     | 3 juillet 1982    | Russie      | Gazprom-RusVelo |  |
| Alexander Foliforov | 8 mars 1992       | Russie      | Gazprom-RusVelo |  |
| Dmitry Kozontchuk   | 5 avril 1984      | Russie      | Katusha         |  |
| Sergueï Lagoutine   | 14 janvier 1981   | Russie      | Katusha         |  |
| Roman Maikin        | 14 août 1990      | Russie      | Gazprom-RusVelo |  |
| Sergey Nikolaev     | 5 février 1988    | Russie      | Gazprom-RusVelo |  |
| Artem Nych          | 21 mars 1995      | Russie      | Gazprom-RusVelo |  |
| Artem Ovechkin      | 11 juillet 1986   | Russie      | Gazprom-RusVelo |  |
| Alexander Porsev    | 21 février 1986   | Russie      | Katusha         |  |
| Ivan Rovny          | 30 septembre 1987 | Russie      | Tinkoff         |  |
| Alexey Rybalkin     | 16 novembre 1993  | Russie      | Gazprom-RusVelo |  |
| Ivan Savitskiy      | 6 mars 1992       | Russie      | Gazprom-RusVelo |  |
| Evgeny Shalunov     | 8 janvier 1992    | Russie      | Gazprom-RusVelo |  |
| Andrey Solomennikov | 10 juin 1987      | Russie      | Gazprom-RusVelo |  |
| Kirill Sveshnikov   | 10 février 1992   | Russie      | Gazprom-RusVelo |  |
| Nikolay Trusov      | 2 juillet 1985    | Russie      | Tinkoff         |  |
| Alexey Tsatevitch   | 5 juillet 1989    | Russie      | Katusha         |  |
| Anton Vorobyev      | 12 octobre 1990   | Russie      | Katusha         |  |
| Aydar Zakarin       | 2 mars 1993       | Russie      | Gazprom-RusVelo |  |

## Bilan de la saison

### Victoires
| Date       | Course                          | Pays      | Classe | Vainqueur        |
| ---------- | ------------------------------- | --------- | ------ | ---------------- |
| 11/06/2017 | 4e étape du Tour de Slovaquie   | Slovaquie | 2.1    | Ivan Savitskiy   |
| 25/06/2017 | Championnat de Russie sur route | Russie    | CN     | Alexander Porsev |

### Résultats sur les courses majeures
Les tableaux suivants représentent les résultats de l'équipe dans les principales courses du calendrier international dans lesquelles l'équipe bénéficie d'une invitation (les cinq classiques majeures et les trois grands tours). Pour chaque épreuve est indiqué le meilleur coureur de l'équipe, son classement ainsi que les accessits glanés par Gazprom-RusVelo sur les courses de trois semaines.

#### Classiques
| Classique            | Milan-San Remo      | Tour des Flandres | Paris-Roubaix | Liège-Bastogne-Liège | Tour de Lombardie |
| -------------------- | ------------------- | ----------------- | ------------- | -------------------- | ----------------- |
| Coureur (classement) | Ivan Savitsky (75e) | Non invitée       | Non invitée   | Non invitée          |                   |

#### Grands tours
| Grand tour           | Tour d'Italie             | Tour de France | Tour d'Espagne |
| -------------------- | ------------------------- | -------------- | -------------- |
| Coureur (classement) | Alexander Foliforov (40e) | Non invitée    | Non invitée    |
| Accessits            | -                         | -              | -              |